# Mário Pereira
Mário Pereira GOMM (Itajaí, 4 de abril de 1945) é um engenheiro elétrico e político brasileiro filiado ao Partido Democrático Trabalhista (PDT). Pelo Paraná, foi governador, secretário de Administração durante o governo Alvaro Dias e deputado estadual.

## Biografia
Engenheiro eletricista, formado pela Universidade Federal de Santa Catarina, destacou-se pela capacidade de organização ao presidir o antigo Movimento Democrático Brasileiro (MDB) em Cascavel. 
Eleito deputado estadual em 1986, foi secretário de Estado da Administração de 1987 a 1990 e secretário de Estado dos Transportes de 1991 a 1994. Presidiu a Ferroeste e o diretório estadual do Partido do Movimento Democrático Brasileiro (PMDB) do Paraná, de 1995 a 1998.
Assumiu o governo do Paraná em 2 de abril de 1994, permanecendo no cargo até transferi-lo a seu sucessor, Jaime Lerner.
Em julho 1994, Pereira foi admitido pelo presidente Itamar Franco à Ordem do Mérito Militar no grau de Grande-Oficial especial.